# Cedi Osman
Cedi Osman (Ohrid, Macedonia del Norte; 8 de abril de 1995) es un baloncestista macedonio, naturalizado turco, que pertenece a la plantilla del Panathinaikos de la A1 Ethniki. Con 2,01 metros de estatura, puede jugar en las posiciones de escolta o alero.

## Trayectoria deportiva

### Inicios
Osman es hijo de padre turco y madre bosnia, y comenzó a jugar a baloncesto en las categorías inferiores del KK Bosna en 2001. En su etapa júnior se unió al Anadolu Efes S.K. turco, donde no le costó adquirir la nacionalidad de aquel país, dados los orígenes de su padre. Fue cedido a un equipo de la Türkiye 2. Basketbol Ligi en 2011, regresando al año siguiente al Efes para firmar su primer contrato como profesional.

### Profesional

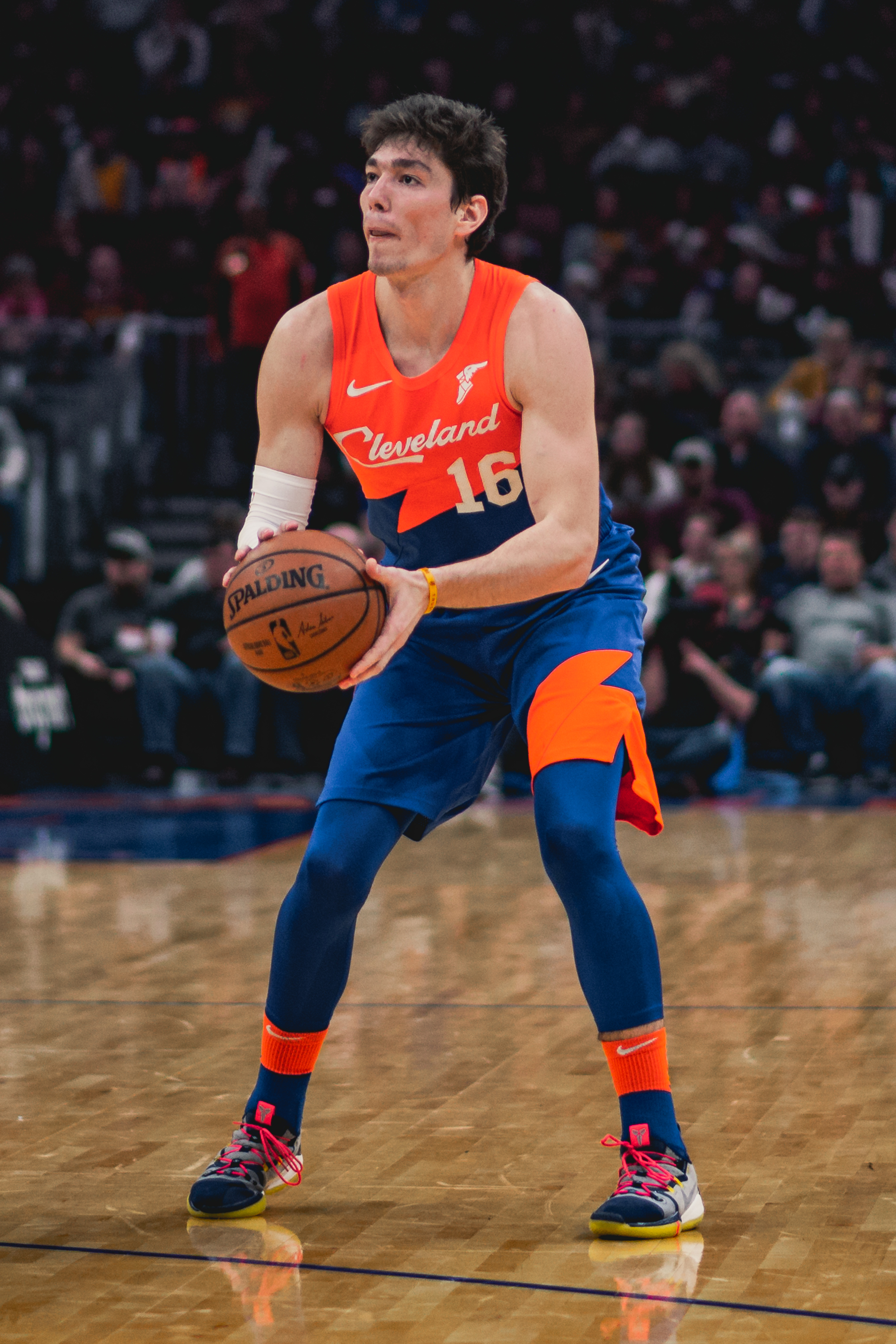
Osman, con los Cleveland Cavaliers en 2019.

El 25 de junio de 2015, fue seleccionado en la trigésimo primera posición del 2015 por Minnesota Timberwolves, pero sus derechos, junto con los de Rakeem Christmas y una futura ronda del Draft, fueron traspasados a los Cleveland Cavaliers a cambio de los derechos sobre Tyus Jones esa misma noche.
El 18 de julio de 2017 firmó contrato con Cleveland Cavaliers.
El 26 de octubre de 2019, firma una extensión de contrato con los Cavaliers.
Tras seis temporadas en Cleveland, el 1 de julio de 2023, es traspasado, junto a Lamar Stevens, a San Antonio Spurs.
Después de un año con los Spurs, el 7 de septiembre de 2024, firma por una temporada con el Panathinaikos griego.

### Selección nacional
En septiembre de 2022 disputó con el combinado absoluto turco el EuroBasket 2022, finalizando en décima posición.
Previamente había representado a su país en la Copa Mundial de Baloncesto de 2014, Eurobasket 2015, Eurobasket 2017 y Copa Mundial de Baloncesto de 2019.

## Estadísticas de su carrera en la NBA

### Temporada regular
| Año     | Equipo      | PJ  | PT  | MPP  | %TC  | %3P  | %TL  | RPP | APP | ROB | TPP | PPP  |
| ------- | ----------- | --- | --- | ---- | ---- | ---- | ---- | --- | --- | --- | --- | ---- |
| 2017-18 | Cleveland   | 61  | 12  | 11.0 | .484 | .368 | .565 | 2.0 | .7  | .4  | .0  | 3.9  |
| 2018-19 | Cleveland   | 76  | 75  | 32.2 | .427 | .348 | .779 | 4.7 | 2.6 | .8  | .1  | 13.0 |
| 2019-20 | Cleveland   | 65  | 65  | 29.4 | .437 | .383 | .670 | 3.6 | 2.4 | .8  | .2  | 11.0 |
| 2020-21 | Cleveland   | 59  | 26  | 25.6 | .374 | .306 | .800 | 3.4 | 2.9 | .9  | .2  | 10.4 |
| 2021-22 | Cleveland   | 66  | 3   | 22.2 | .432 | .357 | .664 | 2.2 | 2.0 | .8  | .2  | 10.7 |
| 2022-23 | Cleveland   | 77  | 2   | 20.1 | .451 | .372 | .694 | 2.3 | 1.5 | .5  | .1  | 8.7  |
| 2023-24 | San Antonio | 72  | 3   | 17.6 | .479 | .389 | .673 | 2.5 | 1.7 | .5  | .2  | 6.8  |
| Total   | Total       | 476 | 186 | 22.7 | .432 | .357 | .711 | 3.0 | 2.0 | .7  | .1  | 9.3  |

### Playoffs
| Año   | Equipo    | PJ | PT | MPP  | %TC  | %3P  | %TL  | RPP | APP | ROB | TPP | PPP |
| ----- | --------- | -- | -- | ---- | ---- | ---- | ---- | --- | --- | --- | --- | --- |
| 2018  | Cleveland | 14 | 0  | 4.4  | .333 | .143 | .250 | .5  | .2  | .2  | .0  | 1.0 |
| 2023  | Cleveland | 5  | 0  | 18.6 | .360 | .300 | .667 | 3.0 | 1.0 | .4  | .2  | 6.0 |
| Total | Total     | 19 | 0  | 8.2  | .349 | .259 | .538 | 1.2 | .4  | .3  | .1  | 2.3 |

## Estadísticas Euroliga
| Año     | Equipo       | PJ | PT | MPP  | %TC  | %3P  | %TL  | RPP | APP | ROB | TPP | PPP | VAL |
| ------- | ------------ | -- | -- | ---- | ---- | ---- | ---- | --- | --- | --- | --- | --- | --- |
| 2013–14 | Anadolu Efes | 13 | 0  | 11.6 | .436 | .524 | .400 | 1.7 | .9  | .5  | .1  | 3.8 | 3.5 |
| 2014–15 | Anadolu Efes | 27 | 7  | 19.3 | .397 | .303 | .667 | 3.7 | 1.1 | .7  | .3  | 6.7 | 6.7 |
| Total   | Total        | 40 | 7  | 16.8 | .405 | .356 | .629 | 3.0 | 1.0 | .6  | .2  | 5.7 | 5.7 |